# Epinephelus coeruleopunctatus
Epinephelus coeruleopunctatus es una especie de peces de la familia Serranidae en el orden de los Perciformes.

## Morfología
Los machos pueden llegar alcanzar los 76 cm de longitud total.

## Distribución geográfica
Se encuentra desde el África Oriental hasta East London (Sudáfrica), Tonga y Fiyi.